# Четинолистен равнец
Четинолистният равнец (Achillea setacea, син. Achillea millefolium subsp. millefolium) е вид тревисто растение от семейство Сложноцветни (Asteraceae).

## Разпространение и местообитание
Растението е разпространено в Европа, Средиземноморието, Иран, Мала и Централна Азия. В Русия расте в някои райони на Сибир и Алтай. Среща се по поляни, по пясъчни речни брегове и по скалисти склонове.